# Zebrahead
Zebrahead är ett amerikanskt rap-punk-band, bildat 1996 och baserat i Orange County, Kalifornien. 
Zebrahead turnerade med Simple Plan som stöd på deras Europaturné 2008.

## Historia

### Tidiga åren (1996–1998)
Bandet startades 1996 av gitarristen Justin Mauriello (tidigare medlem i Once There), Greg Bergdorf (tidigare medlem i 409), basisten Ben Osmundson (tidigare medlem i 3-Ply), och trummisen Ed Udhus (tidigare medlem i 409). Alla fyra, vars band delade replokaler, började testa olika sounds med varandra och blev inom kort vänner. Efter ett beslut att utforska sina musikaliska valmöjligheter lämnade Greg, Justin, Ben och Ed sina tidigare band och Zebrahead var skapat.
Gruppen som var inspirerade av olika punkband, till exempel Fugazi och The Descendents, kände sig oinspirerade av den lokala trenden ska-punk och började istället föra in hip-hop element i sitt sound och rekryterade snart rapparen Ali Tabatabaee till bandet.

### Genombrottet (1998–2003)
Efter att de gett ut den självdöpta EP:n vid namn Zebrahead (även kallad The Yellow för att framsidan på albumet är gult) med hjälp av Doctor Dream Records i maj 1998, skrev Zebrahead över sig till det större skivbolaget Columbia Records för att ge ut sin debutskiva Waste of Mind som släpptes samma år. Bandets nästa album var Playmate of the Year som släpptes i mitten av 2000 och en EP vid namn Stupid Fat Americans släpptes nästa år exklusivt för Japan.
Bandet började nu turnera i Europa med Green Day för att stötta sina egna skivor och spela på olika festivaler. Under åren delade de även spelningar med band som Less Than Jake, Kottonmouth Kings, 311, MxPx, Reel Big Fish, Unwritten Law och Goldfinger.
Tre år efter att Playmate of the Year släppts, släpptes 2003 deras nästa album MFZB (också känt som Mother Fucking Zebrahead Bitch!), vilket bandet tillbringade mycket tid åt att lansera i Japan där skivan senare sålde guld. Zebrahead spelade på många festivaler i Japan, till exempel Summer Sonic Festival och Punkspring.

### Justin Mauriello lämnar bandet (2004)
Strax efter bandets Japanturné 2004, lämnade Mauriello bandet för att ägna sig åt egna intressen (han startade senare bandet I Hate Kate). Nyheterna om att Justin lämnat bandet gavs ut till fansen genom bandets officiella webbsida i december 2004. Fansen blev bekymrade på grund av detta eftersom sången/rappingen mellan Mauriello och Tabatabaee var avgörande för bandets sound. Samma månad fick Matty Lewis (tidigare medlem i Jank 1000) ett samtal från bandets manager Todd Singerman, och blev informerad om att Zebrahead behövde en ny sångare. Lewis åkte iväg till Kalifornien för att provspela och imponerade på de resterande 4 medlemmarna, han var nu officiellt bandets nya sångare. Han introducerades inför världen för första gången på en "hemlig" spelning i Anaheim House of Blues den 12 mars 2005.

### Broadcast to the World (2005-2007)
Den 22 februari 2006 släppte Zebrahead, nu med en ny vokalist, sitt femte studioalbum Broadcast to the World.
Efter att turnerat i Europa i början av juni 2006, till exempel på den årliga Download Festival, tillbringade Zebrahead resten av sommaren i USA med Warped Tour. Under denna tid släpptes deras album Broadcast to the World i Europa den 3 juli genom det tyskbaserade skivbolaget SPV. Den 24 oktober släpptes även skivan i USA och Kanada. Resten av 2006 tillbringade Zebrahead på turné i både USA och Europa.
I mars 2007 tog bandet två månader ledigt och började skriva nya låtar till sitt nya album som skulle visa sig vara Phoenix. Bandet återvände i mars till Europa och turnerade tillsammans med MxPx men hade även en ensam turné i UK. Efter det tillbringade Zebrahead mer tid med att skriva nya låtar till det nya albumet som de planerade att släppa i februari 2008.

### Phoenix (2008–2009)
Efter att flera aktiva medlemmar på MFZB.com ansett att de behövde en uppdatering under bandets 'tysta' period svarade Zebrahead med en video uppdatering på Youtube och lovade att fler skulle läggas upp. I videon berättar de hur skrivandet och inspelningsprocessen går.
I oktober 2007 åkte Zebrahead tillbaka till Storbritannien för att vara med på den årliga Get Happy Tour där de delade scen med Army of Freshmen, The Bloodhound Gang och Bowling For Soup. Efter det återvände Zebrahead till Download 2008 (Storbritannien) efter deras första uppträdande där 2006.
I mars 2008 steg Zebrahead in i studion och spelade in 18 låtar till albumet Phoenix. De två första låtarna, bland annat "Art Of Breaking Up" spelades in med Howard Benson, medan de resterande 16 låtarna spelades in med Cameron Webb. Zebrahead släppte även en video samma månad där man fick se hur skapandet av albumet gick framåt.
I juni återvände Zebrahead till UK och Europa och turnerade på bland annat Download Festival, Leeds Slam Dunk Festival och Greenfield Festival.
Den 8 juli släppte de EP:n "Not the New Album EP".
Den 5 augusti släpptes "Phoenix" i USA och Kanada.
Den 11 september släppte bandet sina turnédatum för UK, Europa och Japan, från oktober till december 2008.

### Panty Raid (2009–nutid)
I november 2009 kom coveralbumet Panty Raid. Alla låtar är covers på endast kvinnliga artister vilket har gett namnet till albumet, Panty Raid (som är en replik från Mattys favoritfilm Revenge of the Nerds). Albumet släpptes den 4 november i Japan och 8 december i resten av världen.
Låtarna på albumet är följande:
1. Survivor (Destiny's Child)
2. Girls Just Want to Have Fun (Cyndi Lauper)
3. Underneath It All (No Doubt)
4. Trouble (Shampoo)
5. London Bridge (Fergie)
6. Beautiful (Christina Aguilera)
7. Girlfriend (Avril Lavigne)
8. Sweet Escape (Gwen Stefani)
9. (Introduction)
10. Jenny From The Block (Jennifer Lopez)
11. Rehab (Amy Winehouse)
12. Spice Up Your Life (Spice Girls)
13. Introduction
14. Oops!... I Did It Again (Britney Spears)
15. Get The Party Started (P!NK)
16. Mickey (Toni Basil)
17. All I Want For Christmas Is You (Mariah Carey) [Japan Bonus Track]

Den 19 oktober 2009 släppte bandet en musikvideo till låten "Girlfriend" av Avril Lavigne och den 19 januari 2010 släppte de sin andra musikvideo till låten "Underneath It All" av No Doubt.
I augusti 2010 tillkännagav bandet att ett nytt album var på gång. Albumet var Get Nice! och släpptes den 27 juli 2011.

## Zebrahead i populärkultur
Genom åren har Zebrahead haft flera av sina verk i diverse spel, filmer, med mera. Här är ett par av dem, i kronologisk ordning:
- 1998 hjälpte bandet till med instrumentation åt Lemmy till hans Grammy-nominerade cover av Metallicalåten "Enter Sandman".
- 1998 var låten "Jag Off" med i David Spades komedi Lost and Found.
- I filmen Idle Hands är låten "Mindtrip" från deras första album med.
- Låten "Playmate Of The Year" är med i filmen Dude, Where's My Car?.
- Delar av "låten Runaway" - "In another town / With the same old Bacardi" användes på en Bacardi-reklambanderoll.
- Låten "Check" användes 2001 i TV-spelet "Tony Hawk's Pro Skater 3" som släpptes till PlayStation, PlayStation 2, Xbox och Nintendo Gamecube.
- "Now or Never" används i Warren Millers film Cold Fusion och i Adam Sandler-filmen Little Nicky.
- Låten "I Am" används 2002 i Warren Millers film Storm.
- 2003 spelade bandet in en bonuslåt till deras album MFZB kallad "Surrender", en populär låt som ursprungligen spelades in av 70-talsbandet Cheap Trick.
- Två låtar, "Falling Apart" och "Alone" finns med på TV-spelen WWE SmackDown vs. Raw till PlayStation 2 och WWE Day of Reckoning till Nintendo GameCube.
- Låten "Rescue Me" används i spelet S.L.A.I. till PlayStation 2.
- Bandet hade även låtarna "Falling Apart", "Rescue Me" samt den Japan-exklusiva låten "Are You For Real?" i spelet S.L.A.I. Steel Lancer Arena International till PlayStation 2.
- Deras låt "Lobotomy For Dummies" används i spelet FlatOut 2.
- 2006 användes två låtar från deras album Broadcast to the World i spelet Fast and the Furious, "Wake Me Up" och "The Walking Dead". Spelet släpptes till PlayStation 2 och PlayStation Portable.
- 2006 spelade bandet in låten "With Legs Like That" som är med på WWE Wreckless Intent album. Den var ursprungligen till för Stacy Kiebler men används för tillfället som "ingångsmusik" till WWE Diva Maria.
- På grund av bandets växande popularitet i Japan bad Sega vokalisterna Matty Lewis och Ali Tabatabaee att spela in temalåten "His World" till spelet Sonic The Hedgehog som släpptes till Xbox 360 och PlayStation 3. Den 29 augusti 2006 gick de in i studion och spelade in. Strax efter, 19 september 2006, gjorde bandet en alternativ version av låten (kallad "His World (Zebrahead Version)" av fans) till spelets soundtrack-CD.
- En MFZB poster syns i en scen i filmen Superbad.
- 2008 användes låten "Hell Yeah!" i en episod av Knight Rider.

## Medlemmar
Nuvarande medlemmar
- Ali Tabatabaee - sång (1996-idag)
- Ben Osmundson - basgitarr (1996-idag)
- Ed Udhus - trummor (1996-idag)
- Adrian Estrella - sång, gitarr (2021-idag)
- Dan Palmer - sologitarr, bakgrundssång (2013-idag)

Tidigare medlemmar
- Justin Mauriello - gitarr, sång (1996-2004)
- Greg Bergdorf - gitarr (1996-2013)
- Matty Lewis - gitarr, sång (2005-2021)

## Diskografi
Studioalbum
- 1998 – Zebrahead (även känd som Yellow)
- 1998 – Waste of Mind
- 2000 – Playmate of the Year
- 2003 – MFZB
- 2004 – Waste of MFZB
- 2006 – Broadcast to the World
- 2008 – Phoenix
- 2009 – Panty Raid
- 2011 – Get Nice!
- 2013 – Call Your Friends
- 2015 – The Early Years: Revisited
- 2015 – Walk The Plank
- 2019 – Brain Invaders

EP
- 2001 – Stupid Fat Americans
- 2008 – Mashup to the World (remixes)

Singlar
- 1998 – "Check" / "Mindtrip"
- 1998 – "Get Back"
- 1999 – "Deck the Halls (I Hate Christmas)"
- 1999 – "Someday"
- 1999 – "The Real Me"
- 2000 – "Playmate of the Year"
- 2003 – "Rescue Me"
- 2004 – "Hello Tomorrow"
- 2006 – "Postcards From Hell"
- 2008 – "Mental Health"

Samlingsalbum
- 2005 – Buried Tracks